# 法比安·許爾策勒
法比安·許爾策勒（德語：Fabian Hürzeler；1993年2月26日—）是一已退役的德國足球運動員，司職防守中場，現為足球教練，正執教英超球會布莱顿。

## 球員生涯
許爾策勒的球員生涯主要在低組別聯賽度過，包括拜仁慕尼黑二队、賀芬咸二队和1860慕尼黑二队等。他在23歲後再未有為職業足球隊上陣。

## 教練生涯
2016年，許爾策勒與皮皮斯里德簽約加盟成為球員兼主教練。
2018年，他成為了德國U18和德國U20的助理教練。
2020年，他成為了聖保利的助理教練，為主教練蒂莫·舒尔茨的副手。2022年12月6日，舒尔茨被辭退後，他被任命為暫代教練。兩星期後，12月23日，由於球隊在他帶領下取得佳績，他成功由暫代身份轉為正式主教練，以29歲之齡成為德國足球乙級聯賽史上最年輕的主教練。他成功把球隊從降級區邊緣拉上至接近晉級資格賽的排名，並一度取得十連勝佳績。
2023年4月，他取得了UEFA專業執照。
2024年3月，他與球隊續約。5月12日，聖保利在他執教下成功晉級至德国足球甲级联赛。

## 個人生涯
許爾策勒生於美國德克薩斯州，父親為瑞士人，母親為德國人，當時父母在美國工作。在法比安·許爾策勒2歲時，他們全家搬回德國居住。

## 榮譽
聖保利
- 德國足球乙級聯賽冠軍：2023–24